# زمین‌خزک گلوپولکی
زمین‌خزک گلوپولکی (نام علمی: Upucerthia dumetaria)، گونه‌ای از پرندگان در زیرخانواده Furnariinae از خانواده تنورمرغان (Furnariidae) است که در آرژانتین، بولیوی، شیلی، پرو و احتمالاً اروگوئه یافت می‌شود.